# Stazione di Awara-Onsen
La stazione di Awaraonsen (芦原温泉駅?, Awaraonsen-eki) è una fermata ferroviaria della città di Awara, nella prefettura di Fukui in Giappone. La stazione è gestita dalla JR West e serve la linea principale Hokuriku).

## Storia
La stazione aprì nel 1897 con il nome di stazione di Kanazu (金津駅?, Kanazu-eki). Nel 1911 venne portata fino a questa stazione la linea Mikuni, e nel 1925 la linea Eiheiji delle ferrovie Keifuku. Nel 1944 la linea Mikuni venne chiusa, e nel 1969 toccò alla linea Eiheiji, lasciando la stazione di Kanazu servita solo dalla linea Hokuriku. Nel 1972 venne dato alla stazione il nome attuale.
In futuro presso la stazione fermeranno anche i treni ad alta velocità dello Hokuriku Shinkansen, e verrà realizzata una nuova sezione su viadotto per accogliere il nuovo servizio.

## Linee
JR West
■ Linea principale Hokuriku

## Struttura
La fermata è costituita da due marciapiedi a isola con quattro binari passanti, collegata al fabbricato viaggiatori da una passerella. Al momento non sono presenti ascensori o facilitazioni per i portatori di handicap, ma saranno realizzate con l'arrivo dello Shinkansen in questa stazione.
| 1-2 | ■ Linea principale Hokuriku | per Kanazawa e Toyama |
| 3-4 | ■ Linea principale Hokuriku | per Fukui e Tsuruga   |

## Stazioni adiacenti
| 《                        | Servizio                  | 》                        |
| Linea principale Hokuriku | Linea principale Hokuriku | Linea principale Hokuriku |
| ------------------------- | ------------------------- | ------------------------- |
| Maruoka                   | Locale                    | Hosorogi                  |
| Hokuriku Shinkansen       |                           |                           |
| Kagaonsen                 | -                         | Fukui                     |